# Don Mills Road
Don Mills Road é uma rua arterial de Toronto e Markham, cidades de Ontário, Canadá. Corre próximo ao Don Valley Parkway, uma via expressa de Toronto. É uma das rotas norte-sul mais movimentadas da cidade, tendo geralmente três faixas por direção mais uma faixa exclusiva para ônibus, táxis e ciclistas. Pontos de interesse incluem o Ontario Science Centre, Fairview Mall e um câmpus da Faculdade Seneca. O Toronto Transit Commission planeja construir uma linha de light rail entre Steeles Avenue e a estação Pape do metrô de Toronto, na Danforth Avenue.